# Pattersonella formosa
Pattersonella formosa è un pesce osseo estinto, appartenente agli argentiniformi. Visse nel Cretaceo inferiore (Barremiano/Aptiano, circa 126 - 124 milioni di anni fa) e i suoi resti fossili sono stati ritrovati in Europa.

## Descrizione
Questo pesce era di piccole dimensioni, e solitamente era lungo circa 8 centimetri. Era dotato di un corpo piuttosto allungato e slanciato, con un muso relativamente allungato e sottile. In generale, l'aspetto di Pattersonella era vagamente simile a quello di un'attuale argentina (fam. Argentinidae), con le quali è effettivamente imparentato alla lontana. Pattersonella possedeva una pinna dorsale triangolare e posta a circa metà del corpo, mentre la pinna caudale era fortemente biforcuta. Rispetto ad altre forme simili come Cretargentina, Pattersonella era caratterizzato da uno scheletro caudale formato da tre eupurali, sette ipurali, un primo uroneurale autogeno e con la prima vertebra preurale e la prima urale ancora disgiunte.

## Classificazione
Pattersonella è un rappresentante degli Argentiniformes, un gruppo di pesci teleostei precedentemente classificati tra gli osmeriformi, comprendenti in realtà una notevole varietà di forme attuali, tra le quali le argentine, l'opistoprotto e le teste nude. Pattersonella, in particolare, è uno dei membri più arcaici del gruppo ed è il membro eponimo dei Pattersonellidae, comprendenti altre forme come Cretargentina. 
Il genere Pattersonella venne istituito da Louis Taverne nel 1982, per accogliere la specie precedentemente descritta da Ramsay Traquair con il nome di Leptolepis formosus, i cui fossili erano stati ritrovati nel ben noto giacimento di Bernissart, in Belgio.